# Arkivmyndighet
En arkivmyndighet är ett organ som har mandat att bedriva tillsyn vid myndigheter och motsvarande inom arkivområdet. 

## Sverige
I Sverige är Riksarkivet statlig arkivmyndighet med det särskilda ansvar för den statliga arkivverksamheten och för arkivvården i landet som framgår av bland annat arkivlagen (1990:782), arkivförordningen (1991:446) och förordningen (1995:679) med instruktion för Riksarkivet och landsarkiven. Undantagna är riksdagen och dess organ där riksdagens arkiv (i riksdagsförvaltningen) med vissa undantag fungerar som arkivmyndighet. Som en följd av den kommunala självstyrelsen är även varje kommunstyrelse arkivmyndighet i sin kommun och landstingsstyrelsen i det egna landstinget om inte kommunfullmäktige eller regionfullmäktige har utsett någon annan nämnd eller styrelse till arkivmyndighet.

## Finland
Riksarkivet är arkivmyndighet för republikens presidents kansli, statsrådet samt statsrådets kansli och ministerierna, justitiekanslersämbetet, de högsta domstolarna och andra domstolarna i högsta instans samt de centrala ämbetsverken och med dem jämförbara inrättningar, såvida i 13 § arkivlagen (184/81) avsett centralarkiv inte finns för det förvaltningsområde som är i fråga.
Riksarkivet är arkivmyndighet för de i 13 § arkivlagen avsedda centralarkiven för förvaltningsområden.
Landsarkiv är arkivmyndighet för överrätterna och andra allmänna och specialdomstolarna, högskolorna och övriga läroanstalter samt för länsstyrelserna och övriga ämbetsverk och inrättningar som hör till statens distrikts- och lokalförvaltning, såvida i 13 § arkivlagen avsett centralarkiv inte finns för det förvaltningsområde som är i fråga. Landsarkiv är även arkivmyndighet för de kommunala arkiven inom dess distrikt.